# Тејбор Сити (Северна Каролина)
Тејбор Сити (енгл. Tabor City) град је у америчкој савезној држави Северна Каролина.

## Демографија
По попису из 2010. године број становника је 2.511, што је 2 (0,1%) становника више него 2000. године.
| Група             | 2000.         | 2010.         |
| Белци             | 1.601 (63,8%) | 1.477 (58,8%) |
| Афроамериканци    | 825 (32,9%)   | 908 (36,2%)   |
| Азијати           | 2 (0,1%)      | 6 (0,2%)      |
| Хиспаноамериканци | 55 (2,2%)     | 57 (2,3%)     |
| Укупно            | 2.509         | 2.511         |